# Stara Gora (Nova Gorica)
Stara Gora is een plaats in Slovenië en maakt deel uit van de gemeente Nova Gorica in de NUTS-3-regio Goriška. De plaats telde 205 inwoners op 1 januari 2020.